# Bonäs IK
Bonäs IK var en ishockeyklubb från Mora kommun i Dalarna bildad 1947. Efter att ha deltagit i byalagserien i Mora 1948 spelade man i distriktsserierna i Dalarna fram tills man under 1950-talet nådde division III. Efter serieseger i Division III Norra Östsvenska A säsongen 1960-1961 fick man plats i division II 1961/1962 där man slutade på en tredjeplats. Följande säsong slutade man på en åttondeplats och flyttades ner till division III igen. Föreningen förekom i seriespel i Division IV under 1980 och 1990-talen. 1998–2000 hade man även ett damlag som spelade i Division I.